# 星正治
星 正治（ほし まさはる、1948年1月2日 - ）は、宮崎県宮崎市出身の放射線医科学者、広島大学原爆放射線医科学研究所の教授である。広島や長崎の原爆による医科学だけでなく、旧ソ連で核実験のあったセミパラチンスク，チェルノブイリにおける住民の健康管理に貢献している。理論だけでなく多くの現場を踏んだ放射線と医療との両分野の科学者である。

## 略歴

### 学歴
- 1970年 大阪大学理学部 物理学科 卒業
- 1972年 大阪大学大学院 理学研究科修士課程 修了
- 1977年 広島大学大学院 理学研究科博士課程 単位取得後退学

### 職歴
- 1975年 大分工業大学 講師
- 1980年 広島大学原爆放射能医学研究所 助手
- 1992年 広島大学原爆放射能医学研究所 助教授
- 1994年 広島大学原爆放射線医科学研究所 教授

## 研究内容
- セミパラチンスク，チェルノブイリにおける放射線の人体影響に関する総合的研究
- 生物照射用中性子発生装置の開発とドシメトリーおよび生物影響のメカニズムの解明
- 広島・長崎原爆の放射線量の見積り
- 旧ソ連邦セミパラチンスク核実験場周辺住民に多発する顎顔面口腔疾患の分子疫学的研究
- 広島原爆の中性子とガンマ線線量の実験的再評価に関する研究
- 中性子の人体影響に関する実験的研究
- チェルノブイリ地区小児における甲状腺異常と再構築された甲状腺吸収線量との関係(広島大学原爆放射能医学研究所年報) 40 175-182  1999年

## 表彰等
- カザフスタン共和国の人々の健康維持管理への貢献に関する特別賞 (2004/01)
- 第12回国際放射線影響学会賞 (2003/08)
- カザフスタン共和国の人々への保健システムへの貢献に関する特別賞(1999/10)

## 社会貢献活動
- 広島「黒い雨」放射能研究会世話人
- 原子力委員会委員
- 原子力安全委員会緊急事態応急対策調査委員会
- 放射線被曝者医療国際協力推進協議会
- 物理学的線量評価ネットワーク会議
- 科学技術・学術審議会（研究計画・評価分科会）
- 国連科学委員会国内対応委員会
- 日本学術振興会科学研究費委員会
- JICAセミパラチンスク地域医療改善計画国内支援委員会
- 中国新聞ヒロシマ平和メディアセンター詰問委員、他。

## 編集活動
- 日本医学放射線物理学会誌
- 日本放射線影響学会誌

### 講演活動
- 放射能土壌汚染セミナー｢広島原爆やチェルノブイリを踏まえた、福島の放射能土壌汚染修復の道筋」(2011年8月大阪水・土壌汚染研究会主催)

## 所属学会等
- 日本医学物理学会
- 日本医学放射線学会
- 日本医学放射線学会医療用標準線量研究会
- 日本医学放射線物理学会
- 日本原子力学会
- 日本放射線影響学会
- 日本放射線技術学会